# Bicchiere
Bicchiere je stará jednotka objemu používaná v Itálii.

## Převodní vztahy
- v Neapoli 1 bicchierre = 0,2424 l = 1/180 barile
- na Sicílii 1 bicchierre = 0,3471 l = 1/160 barile